# برنت کابینز (پنسیلوانیا)
٫
برنت کابینز (به انگلیسی: Burnt Cabins) یک منطقهٔ مسکونی تاریخی در شهر دوبلین، شهرستان فولتون، پنسیلوانیا، ایالات متحده آمریکا، در دامنه کوه توسکارورا است. تقریباً سه مایلی غرب تونل کوه توسکارورا در آی ۷۶ (شاهراه پنسیلوانیا) و در ۱۰۰ یاردی روستا قرار دارد. مسیر شاهراه ۵۲۲ ایالات متحده نیز از میان روستا می‌گذرد.